# Spiromoelleria quadrae
Spiromoelleria quadrae är en snäckart som först beskrevs av Dall 1897.  Spiromoelleria quadrae ingår i släktet Spiromoelleria och familjen turbinsnäckor. Inga underarter finns listade i Catalogue of Life.